# Väderöfjorden
Väderöfjorden är den öppna havsyta som ligger mellan fastlandskustens yttersta skärgård och Väderöarna. Mot norr övergår Väderöfjorden i Kosterfjorden och i söder i Sotefjorden (Soten). I väster finns det öppna Skagerrak. Väderöfjorden är en del av Norra Bohusläns kustvatten.
Genom Väderöfjorden går en djupränna, som via sin fortsättning genom Kosterfjorden står i förbindelse med Norska rännan.
I djuprännan fiskas räkor (nordhavsräkor, Pandalus borealis) med trål och på de grundare lerslätterna fiskas havskräftor (Nephrops norvegicus) med burar.
Väderöfjordens nordligaste del och hela Kosterfjorden utgör vattenområdet i Sveriges första marina nationalpark, Kosterhavets nationalpark.